# Episodi di Samurai Jack (quarta stagione)
La quarta stagione della serie animata Samurai Jack, composta da 13 episodi, è stata trasmessa negli Stati Uniti, da Cartoon Network, dal 14 giugno 2003 al 25 settembre 2004.
In Italia la stagione è stata trasmessa da Cartoon Network.
| nº (assoluto) | nº (stagione) | Titolo originale                        | Titolo italiano                         | Prima TV USA      | Prima TV Italia |
| ------------- | ------------- | --------------------------------------- | --------------------------------------- | ----------------- | --------------- |
| 40            | 1             | Jack vs. the Ninja                      | Samurai contro ninja                    | 14 giugno 2003    |                 |
| 41            | 2             | Robo-Samurai vs. Mondo-bot              | Robo-Samurai contro Mondo-Bot           | 21 giugno 2003    |                 |
| 42            | 3             | Samurai vs. Samurai                     | Samurai contro samurai                  | 28 giugno 2003    |                 |
| 43            | 4             | The Aku Infection                       | L'infezione di Aku                      | 5 novembre 2003   |                 |
| 44            | 5             | The Princess and the Bounty Hunters     | La principessa e i cacciatori di taglie | 12 novembre 2003  |                 |
| 45            | 6             | The Scotsman Saves Jack: Part 1         | Lo Scozzese salva Jack (prima parte)    | 23 agosto 2003    |                 |
| 46            | 7             | The Scotsman Saves Jack: Part 2         | Lo Scozzese salva Jack (seconda parte)  | 23 agosto 2003    |                 |
| 47            | 8             | Jack and the Flying Prince and Princess | Jack e i principi volanti               | 19 novembre 2003  |                 |
| 48            | 9             | Jack vs. Aku                            | Jack contro Aku                         | 24 novembre 2003  |                 |
| 49            | 10            | The Four Seasons of Death               | Le quattro stagioni della morte         | 25 settembre 2004 |                 |
| 50            | 11            | Tale of X-49                            | La storia di X9                         | 25 settembre 2004 |                 |
| 51            | 12            | Young Jack in Africa                    | Il giovane Jack in Africa               | 25 settembre 2004 |                 |
| 52            | 13            | Jack and the Baby                       | Jack e il bambino                       | 25 settembre 2004 |                 |

## Samurai contro ninja
Jack combatte contro un Ninja esperto nel nascondersi nelle ombre inviato da Aku.

## Robo-Samurai contro Mondo-Bot
Jack utilizza un robot gigante per sconfiggere il colossale Mondo-Bot e difendere una città abitata da robot.

## Samurai contro samurai
Jack incontra un fastidioso impostore che si proclama un grande samurai e gli deve insegnare a comportarsi rettamente.

## L'infezione di Aku
Jack viene contagiato dalla malvagità di Aku (in quanto quest'ultimo si sentiva raffreddato) e temendo di diventare anche lui una sua copia, cerca aiuto per una cura in un monastero di uomini-lucertola.

## La principessa e i cacciatori di taglie
Un gruppo di cacciatori di taglie si riunisce per catturare Jack.

## Lo Scozzese salva Jack (prima parte)
Lo Scozzese incontra Jack su una nave, ma soffre di una forte amnesia. Rifiutando di credere che Jack pensa di essere un comune cittadino, decide di aiutarlo a recuperare la memoria.

## Lo Scozzese salva Jack (seconda parte)
Parte conclusiva della storia in cui lo Scozzese salva Jack. Viene quindi svelata la causa della sua amnesia: tre bellissime sirene, la cui canzone ammaliante può ipnotizzare persino il guerriero più forte.

## Jack e i principi volanti
Jack salva 2 principi di una razza di uomini fata dalle grinfie di Aku, e li aiuta a farli tornare sul loro pianeta.

## Jack contro Aku
Aku sfida Jack ad uno scontro definitivo da uomo a uomo senza spade o poteri magici, ma ben presto Jack si rende conto che Aku non è intenzionato a mantenere la promessa.

## Le quattro stagioni della morte
Jack affronta quattro minacce diverse, in diverse stagioni dell'anno.

## La storia di X9
Una storia di un robot, dotato di emozioni, richiamato da Aku per eliminare Jack.

## Il giovane Jack in Africa
Una storia di Jack nel suo periodo di allenamento in Africa.

## Jack e il bambino
Jack salva un bambino, e cerca di difenderlo da un branco di orchi famelici e di ritrovare la madre del bimbo.